# شدرخ بوند
شدرخ بوند (بالإنجليزية: Shadrach Bond) (و. 1773 – 1832 م) هو سياسي من الولايات المتحدة الأمريكية ولد في فريدريك.
وهو عضو في الحزب الجمهوري الديمقراطي .